# П'єтросу (Бузеу)
П'єтросу (рум. Pietrosu) — село у повіті Бузеу в Румунії. Входить до складу комуни Костешть.
Село розташоване на відстані 86 км на північний схід від Бухареста, 11 км на південний захід від Бузеу, 107 км на захід від Галаца, 111 км на південний схід від Брашова.

## Населення
За даними перепису населення 2002 року у селі проживали 1346 осіб. Рідною мовою 1345 осіб (99,9%) назвали румунську.
Національний склад населення села:
| Національність | Кількість осіб | Відсоток |
| -------------- | -------------- | -------- |
| румуни         | 1204           | 89,5%    |
| цигани         | 142            | 10,5%    |